# بشير عبد الصمد
بشير عبد الصمد لاعب كرة قدم مصري سابق، لعب في صفوف نادي الإسماعيلي في مركز الهجوم.

## مسيرته الكروية
الكابتن بشير عبد الصمد من جيل أباطرة الدراويش الذين لا تزال ذاكرة جماهير النادي الإسماعيلي تحفظ أسمائهم وهو عنوان للانتماء والإخلاص بجانب المهارة الفنية الرائعة، وهو صاحب أعلى رصيد من الألقاب الرسمية من بين لاعبي الدراويش بعد الكابتن على أبو جريشة في تاريخ لاعبي النادي العريق.

من مواليد مدينة طوخ في 29\8\1966 وانتقل إلى الإسماعيلي من نادي شباب طوخ وكانت مباراة بور فؤاد موسم 1990–1991 هي أول مباراة رسمية له مع الإسماعيلي والتي انتهت بفوز الدراويش بأربعة أهداف نظيفة سجل فيها بشير هدفًا.

### الإسماعيلي
حصل على لقب هداف الدوري موسم 1993–1994 برصيد 13 هدف من أصل 49 هدف أحرزها الفريق طوال 26 مباراة بالموسم، وأيضا أحرز 7 أهداف من أصل 45 هدف تم إحرازهم في 34 مباراة في موسم 1990–1991 الذي فاز به الدراويش بدرع الدوري، وكان صاحب هدف الاطمئنان على البطولة في شباك الكابتن ثابت البطل – رحمه الله – يوم 31 - 7 - 1991 وفي الدقيقة 39 من الشوط الثاني من لقاء الإسماعيلي والأهلي من المباراة الفاصلة على بطولة الدوري العام موسم 91 مستغلًا تمريرة ولا أروع من الكابتن أحمد العجوز ليتقدم بشير ويسددها على يسار المرمى لتشتعل مدرجات استاد المحلة بعودة الدرع إلى الإسماعيلية بعد غياب ربع قرن وليسعد جماهير الدراويش في كل مكان.

وسجل في ذلك الموسم في مرمى الأوليمبي وجمهورية شبين والمنيا والكروم والأهلي وبور فؤاد وهدفي الاتحاد السكندري.

وأيضًا سجل هدفًا يعد من أروع الأهداف التي سجلت بالملاعب المصرية وذلك في مرمى الترسانة بالمباراة التي أقيمت بالإسماعيلية وفاز الإسماعيلي 4–1، ويعد الهدف الذي سجله في تلك المبارة تجسيدًا للمهارة العالية وروعة البديهة الفطرية كهداف متميز حيث استقبل تمريرة طولية من الكابتن حمزة الجمل ليستقبلها بقدمة اليسرى و (يشمس) مدافع الترسانة وبنفس القدم اليسري ليسدد الكرة قبل أن تلمس أرض الملعب ومباشرة على يسار الحارس في جملة فنية رائعة نادرًا ما تتكرر في ملاعب الكرة.

### المنتخب
انضم إلى المنتخب القومي المشارك في بطولة الأمم الأفريقية عام 1994 والتي أقيمت في تونس تحت قيادة الكابتن طه إسماعيل ولعب ثلاث مباريات رسمية مع المنتخب القومي، وسجل هدفين في دورة الأمم الأفريقية التي أقيمت في تونس، وسجل هدفين في أربعة دقائق بالدقيقة 55 و59 في مرمى منتخب الجابون في المباراة التي فازت بها مصر بأربعة أهداف نظيفة، وسجل الهدفين الآخرين نجم الإسماعيلي حمزة الجمل ونجم الزمالك أيمن منصور. وكان المنتخب القومي يضم كوكبة من نجوم الدراويش بجانب الكابتن بشير عبد الصمد وهم حمزة الجمل وفوزي جمال ومحمد فكري الصغير وسعفان الصغير ومن قبلهم عاطف عبد العزيز وأيمن رجب.

## التدريب
بدأ مهنة التدريب في 1 فبراير 2012 مع نادي الوحدة السعودي وصعد بهم للدوري الممتاز، واستقال من تدريب الفريق في 31 أغسطس 2012 بعدما طلب إقالة مدربي الحراس واللياقة في خطاب تقدم به للإدارة أكد فيه عدم حاجته لخدمات مدرب اللياقة ومدرب الحراس واستعداده للقيام بعملهما قبل مباراة الأهلي، ورفضت الإدارة طلبه ققدم استقالته، فردت الإدارة بقبول استقالته.

وفي 1 يوليو 2013 عاد للتدريب في السعودية مع نادي الطائي.

## روابط خارجية
- بشير عبد الصمد على موقع ناشيونال فوتبول تيمز (الإنجليزية)
- بشير عبد الصمد